# Forum der Neuen Europäischen Linken
Das Forum der Neuen Europäischen Linken (NELF) war ein Zusammenschluss von 18 kommunistischen, linkssozialistischen und grün-linken Parteien und Organisationen aus 16 europäischen Ländern. Das Forum konstituierte sich im November 1991 auf einer von der Vereinten Linken Spaniens in Madrid organisierten Zusammenkunft westeuropäischer Linksparteien.
Vor dem Hintergrund des Zusammenbruchs der realsozialistischen Systeme in Osteuropa wurde angesichts der veränderten Lage nach einer Neubestimmung sozialistischer Politik gesucht, zunächst aber nach einer neuen Form internationaler Zusammenarbeit, um einen regelmäßigen Meinungs- und Erfahrungsaustausch zu ermöglichen.
2003/04 wurde aus der NELF heraus die Partei der Europäischen Linken (EL) gegründet. Die NELF bestand vorerst weiter, auch weil sich nicht alle NELF-Mitglieder der EL anschlossen.
Aus dem NELF entwickelte sich 1994 ein Jugendverband, das European Network of Democratic Young Left, und 2007 ein Frauennetzwerk.

## Mitglieder
- Dänemark: Socialistisk Folkeparti
- Estland: Eesti Vasakpartei
- Finnland: Vasemmistoliitto
- Frankreich: Parti communiste français
- Deutschland: Die Linke
- Griechenland: Koalition der Linken und des Fortschritts – SYNASPISMOS
- Irland: Democratic Left
- Italien: Partito della Rifondazione Comunista
- Italien: Bewegung für die Einheit der Kommunisten
- Niederlande: Groen Links
- Norwegen: Sosialistisk Venstreparti
- Schweden: Vänsterpartiet
- Schweiz: Partei der Arbeit der Schweiz
- Spanien: Izquierda Unida
- Spanien: Iniciativa per Catalunya Verds

## Ständige Gäste
- Demokratische Linke (Großbritannien)
- Fortschrittspartei der Werktätigen – AKEL (Zypern)
- ADISOK (Zypern)
- die Vereinte Linke (Belgien)
- Fraktion Vereinte Europäische Linke/Nordische Grüne Linke des Europaparlaments